# Кър
Кър (наричана още в някои части на България бум, ура или шмайзер) е широко разпространена българска детска игра от края на 70-те години на 20 век.
Играта се играе върху разчертан на асфалт или друг вид паваж чертеж (вижте картинката). В нея участват два отбора с неопределен, но равен брой играчи, разположени в поле №1 и поле №2. Целта е някой от отбора да успее да излезе през коридора извън чертежа, да влезе в противниковия коридор и да настъпи с крак триъгълника в ъгъла на противниковото поле, извиквайки кър (съответно бум, ура или шмайзер). Докато минава по коридорите играчът няма право да стъпва върху линия или извън чертежа, защото така изгаря, тоест излиза от играта. Играчите от противниковия отбор – от тяхното поле или вече излезли извън чертежа – могат да го дърпат или блъскат, за да настъпи линия или излезе извън чертежа. Когато играчът се намира в незатворения кръг, наречен бомба, никой не може да го дърпа или блъска. Също така и излезлите извън чертежа играчи от противниковите отбори не могат да се блъскат взаимно вътре.
В края на 80-те играта за няколко години добива масова популярност в България и на много улици и паркинги се появяват чертежи за кър, направени с блажна боя.